# Conolampas diomedeae
Conolampas diomedeae is een zee-egel uit de familie Echinolampadidae.
De wetenschappelijke naam van de soort werd in 1948 gepubliceerd door Theodor Mortensen.